# Vondelpark 4
Vondelpark 4 is een gebouw in Amsterdam-Zuid, Oud-Zuid.
Het gebouw is een van de acht gebouwen die ook daadwerkelijk een adres heeft in dat park. Het gebouw werd in opdracht van de Vereeniging tot oprichting van een Rij- en Wandelpark, het latere Vondelpark, neergezet vanwege de benodigde bemaling in de buurt van de Overtoom en de daar liggende Kattensloot. Het dateert uit ongeveer 1880 en is neergezet in de neorenaissancestijl, tweede helft van de 19e eeuw. De architect is onbekend, hoewel soms Willem Hamer jr., later verantwoordelijk voor het Vondelparkpaviljoen, wordt gezien als de schepper van dit gebouw. Na de demping van de Overtoom rond 1903 werd het gemaal, dat zich in het voorhuis bevond, nutteloos en buiten werking gezet; de woning werd omgebouwd tot parkopzichterswoning; het kreeg toen ook een uitbreiding met achterhuis, dat er qua bouwstijl heel anders uitziet. Het oorspronkelijke gebouw is opgetrokken uit baksteen boven een plint van natuursteen. In de voorgevel zijn drie traveeën zichtbaar met een toegang in een risaliet; boven de toegang met bovenlicht is een uitkragende lijst te zien ondersteund door consoles; geheel bovenin bevindt zich een ronde klok. Ook boven de vensters in de "oudbouw" zijn waterlijsten terug te vinden, zo ook boven de blindvensters. Onder de gepleisterde cordonband zijn rozetankers zichtbaar. Vensters in de nieuwbouw hebben houten zonweringen in de vorm van luiken. De voorgevel van het gebouw doet enigszins chaletachtig aan met uitkragende zadeldaken.
In de jaren tien van de 21e eeuw is er een buitenschoolse kinderopvang gevestigd.
Het gebouw werd in 1996 opgenomen in het monumentenregister vanwege de historisch-functionaliteit binnen het totale Vondelpark, dat zelf ook een rijksmonument is. Het gebouw werd na die tijd nog lichtjes aangepast (zie beide foto's).

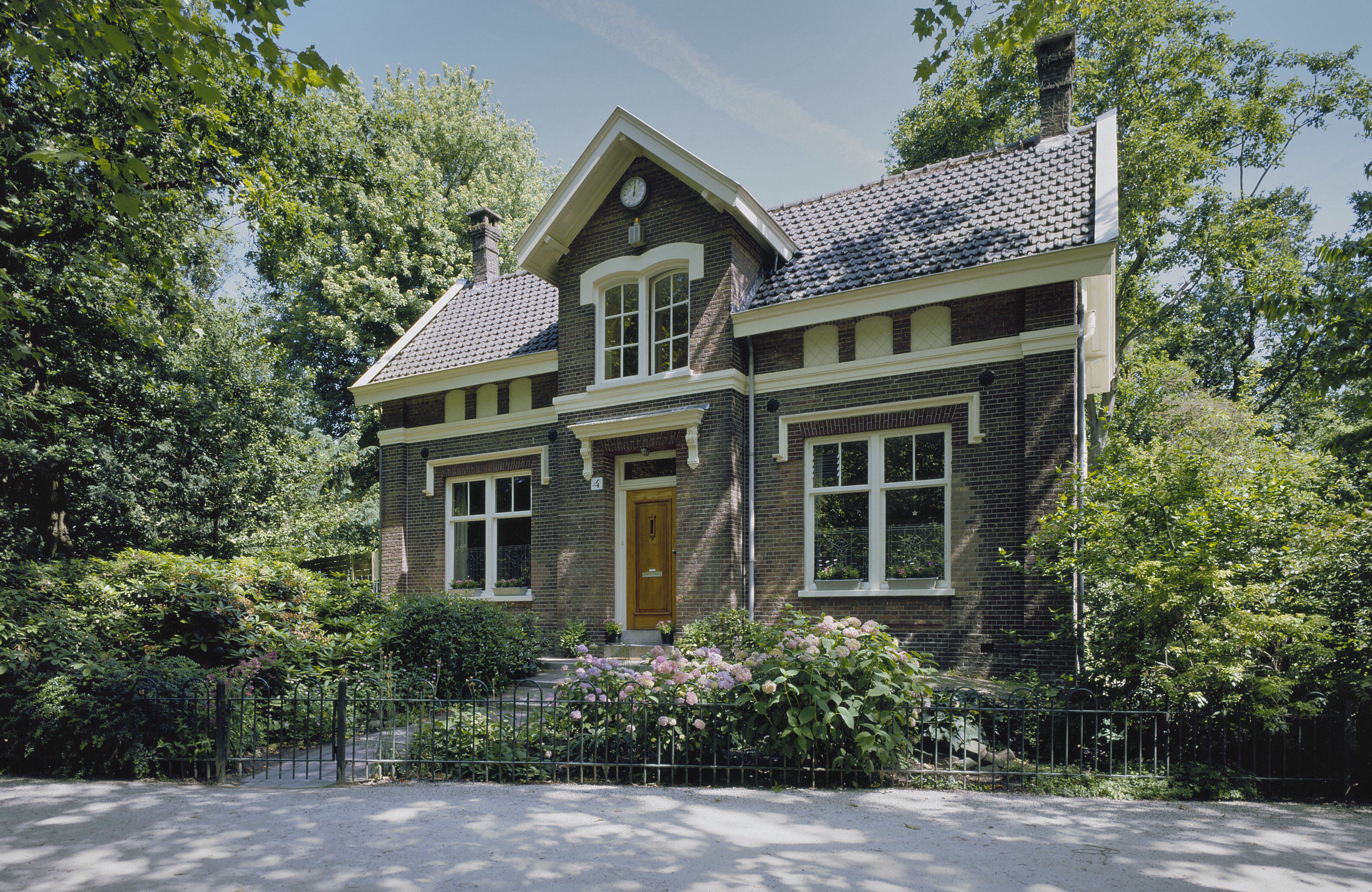
Vondelpark 4 in 2003 met zichtbare klok